# 企業内貿易
企業内貿易（きぎょうないぼうえき、英: Intra-firm trade）とは、同一の多国籍企業内で起こる国際貿易のこと。

## 概要
主に、多国籍大企業が、多国にわたるグループ内において製品を融通しあうということによって起こる。たとえば日本に本社を置くメーカーが、海外に製造の拠点を置くという形で子会社を開設し、日本の本社がその子会社から製品を購入するといった形式にである。このことによりメーカーは従来よりもコスト削減ができたり、得意分野に専念できるなどといったメリットが存在する。貿易というのは従来は他企業との間で行われる取引が主であったのだが、近年は企業の多角化や多国籍化に伴い、企業内貿易が多く行われるようになっている。

## 現状
現代の世界においては行われている貿易の大部分が多国籍企業によって行われている企業内貿易であり、2003年のデータによれば、世界で行われている貿易の約3分の1が企業内貿易であったとのこと。アメリカ合衆国は企業内貿易の割合が特に高く、1994年の時点で全体の輸入の42.7%、全体の輸出の36.3%が企業内貿易であったとのこと。